# Tornagrynnan
Tornagrynnan är en ö i Finland. Den ligger i Norra kvarken eller Bottenhavet och i kommunen Korsnäs i den ekonomiska regionen  Vasa i landskapet Österbotten, i den västra delen av landet. Ön ligger omkring 41 kilometer sydväst om Vasa och omkring 360 kilometer nordväst om Helsingfors.
Öns area är 0,8 hektar och dess största längd är 170 meter i sydväst-nordöstlig riktning.